# Valencia del Mombuey (kommunhuvudort)
Valencia del Mombuey är en kommunhuvudort i Spanien.   Den ligger i provinsen Provincia de Badajoz och regionen Extremadura, i den sydvästra delen av landet, 400 km sydväst om huvudstaden Madrid. Valencia del Mombuey ligger 295 meter över havet och antalet invånare är 808.
Terrängen runt Valencia del Mombuey är huvudsakligen platt. Valencia del Mombuey ligger uppe på en höjd. Runt Valencia del Mombuey är det glesbefolkat, med 10 invånare per kvadratkilometer. Närmaste större samhälle är Villanueva del Fresno, 15,4 km norr om Valencia del Mombuey. Omgivningarna runt Valencia del Mombuey är huvudsakligen savann.